# Wakana Ótaki
Wakana Ótaki (大滝若奈, Ótaki Wakana, * 10. prosince 1984), vystupující pod mononymem Wakana, je japonská popová zpěvačka. V minulosti byla vokalistkou projektu FictionJunction Juki Kadžiury a mezi lety 2008–2019 členkou skupiny Kalafina. V současné době vystupuje sólově pod záštitou nakladatelství Victor Entertainment. Dvě její alba a jedno EP se umístily na hudebním žebříčku Oricon.

## Životopis
Pochází z prefektury Fukuoka. Zpěv studuje od 12 let. V roce 2005 se připojila k projektu FictionJunction, v rámci něhož nahrávala soundtracky k anime seriálům a filmům. Nazpívala dvě písně pro soundtrack filmu Fist of the North Star True Saviour Legend: píseň Hikari no jukue a bonusovou japonskou verzi písně Where the Lights Are. Pro soundtrack anime El Cazador de la Bruja nahrála píseň Paradise Regained. Podílela se rovněž na soundtracku anime Pandora Hearts.
V roce 2007 se spolu se svou kolegyní z FictionJunction Keiko Kubotou stala členkou Kadžiuřina nového projektu Kalafina pod záštitou agentury Space Craft. Kalafina byla zformována za účelem nahrání ústředních melodií pro sérii animovaných filmů Kara no kjókai. V roce 2008 vydala svůj první singl Oblivious. Následně se k ní připojily vokalistky Hikaru a Maja, Maja nedlouho poté skupinu opustila a Kalafina se stala triem. Rozpadla se v roce 2019.
Po rozpadu Kalafiny Wakana přestoupila od společnosti Space Craft k Victor Entertainment a zahájila sólovou kariéru. V únoru 2019 debutovala se singlem Toki o koeru joru ni. V březnu vydala album s titulem Wakana, které se na žebříčku Oricon umístilo na 19. místě, a v listopadu EP Aki no Sakura, které obsadilo 34. místo. V roce 2020 vydala album magic moment, které obsadilo 22. místo. 24. dubna 2021 v tokijském Ótemači odehrála za účelem propagace alba sólový koncert Wakana Spring Live 2020 ~ magic moment ~.
9. prosince 2020 vydala album Wakana Covers ~Anime Classics~, jež obsahuje coververze písní z filmů Cesta do fantazie, Můj soused Totoro, Tenki no ko a jiných filmů a seriálů. Na tokijském festivalu Weibo Account Festival získala v roce 2020 cenu za nejlepší zpěvačku klasických anime písní.

## Diskografie

### Sólové singly
| Název                                 | Podrobnosti                   | Oricon | Součástí alba |        |
| Nejvyšší pozice                       | Týdny v žebříčku              |        |               |        |
| ------------------------------------- | ----------------------------- | ------ | ------------- | ------ |
| Toki o koeru joru ni (時を越える夜に) | - Datum vydání: 6. února 2019 | 36     | 2             | Wakana |

### Studiová alba
| Název                             | Informace o albu                                                                                              | Oricon          |                  |
| Název                             | Informace o albu                                                                                              | Nejvyšší pozice | Týdny v žebříčku |
| --------------------------------- | --- | --------------- | ---------------- |
| Wakana                            | - Datum vydání: 20. března 2019 - Vydavatel: Victor Entertainment (VIZL-1573)                                 | 19              | 3                |
| Aki no Sakura (アキノサクラ) (EP) | - Datum vydání: 20. listopadu 2019 - Vydavatel: Victor Entertainment (VICL-65270)                             | 34              | 2                |
| magic moment                      | - Datum vydání: 26. února 2020 - Vydavatel: Victor Entertainment (VICL-1731)                                  | 22              | 2                |
| Wakana Covers ~Anime Classics~    | - Datum vydání: 9. prosince 2020 - Vydavatel: Victor Entertainment (VICL-65447, VICL-1830 (limitovaná edice)) | 42              | 1                |

### Videonahrávky
| Titul                                             | Informace o albu                                                                               | Oricon          |                  |
| Titul                                             | Informace o albu                                                                               | Nejvyšší pozice | Týdny v žebříčku |
| ------------------------------------------------- | ---------------------------------------------------------------------------------------------- | --------------- | ---------------- |
| Wakana Live Tour 2019 ～VOICE～ at 中野サンプラザ | - Datum vydání: 25. září 2019 - Vydavatel: Victor Entertainment (VIZL-1647) - Formát: Blu-Ray  | 30              | 2                |
| Wakana Spring Live ～magic moment～2021           | - Datum vydání: 11. srpna 2020 - Vydavatel: Victor Entertainment ( VIXL-344) - Formát: Blu-Ray | 15              | 1                |